# Silene turkestanica
Silene turkestanica là loài thực vật có hoa thuộc họ Cẩm chướng. Loài này được Regel miêu tả khoa học đầu tiên.